# Calcinello
In tecnologia delle malte il calcinello è un grumo di calce non spenta. 
Quando la calce viene cotta a temperature superiori a 900 °C o per tempi molto lunghi tende a formare grani di ossido di calcio, calce viva, poco reattivi nei confronti dell'acqua che per questo motivo non si "spengono" insieme al resto della calce.

## Effetti della presenza di un calcinello su una malta
Quando una calce contenente questi grumi viene posta in opera, essi tenderanno ad idratarsi quando la malta è già indurita ad opera dell'umidità atmosferica, secondo la reazione:
CaO + H2O → Ca(OH)2
che produce un forte effetto espansivo.
A causa di quest'ultimo la malta indurita sovrastante il nucleo, che ha una bassa resistenza a trazione, si fratturerà generando un cratere che si espande verso la superficie caratterizzato dalla presenza di un nucleo bianco al centro.